# Sonic Team
Sonic Team è una squadra di sviluppo interno di SEGA fondato nel 1990 il cui nome inizialmente era Sega AM8. Nel 1991, dopo l'incredibile successo della serie Sonic, divenne Sonic Team. La squadra è stato guidato dal genio creativo di Yūji Naka, che ha recentemente fondato un team di sviluppo esterno chiamato PROPE.
Nel 2003, lo United Game Artists (ovvero Sega AM9) si è fuso con Sonic Team.

## Tipologie di giochi
Sonic Team è noto agli appassionati di videogiochi soprattutto per il personaggio di Sonic, il riccio blu creato all'inizio degli anni novanta e protagonista dell'omonima serie di videogiochi platform.

## Giochi per console sviluppati dal Sonic Team
- Phantasy Star (1987-JAP; 1988-USA)
- Sonic the Hedgehog (16-bit) (1991)
- Sonic the Hedgehog 2 (16-bit) (1992)
- Sonic the Hedgehog CD (16-bit) (1993)
- Sonic the Hedgehog 3 (16-bit) (1994)
- Sonic & Knuckles (1994)
- Ristar (1995)
- Nights into Dreams... (1996)
- Christmas Nights (1996)
- Burning Rangers (1998)
- Sonic Adventure/Sonic Adventure DX: Director's Cut (1998-JAP; 1999-USA)
- ChuChu Rocket! (1999-JAP; 2000-USA)
- Samba de Amigo (1999-versione arcade JAP; 2000-versione per console)
- Samba de Amigo Ver.2000 (2000-versione arcade e per console)
- Phantasy Star Online (2000-JAP; 2001-USA)
- Sonic Adventure 2/Sonic Adventure 2: Battle (2001-JAP; 2002-USA)
- Billy Hatcher and the Giant Egg (2003)
- Sonic Heroes (2003-JAP; 2004-USA)
- Puyo Pop Fever (2003-versione arcade JAP; 2004-versione per console)
- Astro Boy (2004)
- Shadow the Hedgehog (2005)
- Puyo Puyo Fever 2 (2005)
- Sonic Riders (UGA Division) (2006)
- Atama Scan (2006-Japan)
- Phantasy Star Universe (2006)
- Sonic the Hedgehog (2006)
- Puyo Puyo! 15th Anniversary (2007)
- Sonic e gli Anelli Segreti (2007)
- Sonic Riders: Zero Gravity (2007)
- Nights: Journey of Dreams (2008)
- Sonic Unleashed (2008)
- Sonic e il Cavaliere Nero (2009)
- Puyo Puyo 7 (2009)
- Sonic Colours (2010) | Sonic Colours Ultimate (2021)
- Puyo Puyo 20th Anniversary (2011)
- Sonic Generations (2011)
- Sonic Lost World (2013)
- Puyo Puyo Tetris (2014)
- Sonic Forces (2017)
- Puyo Puyo Tetris 2 (2020)
- Sonic Frontiers (2022)
- Shadow Generations (2024)

## Giochi per portatili
- Sonic Advance (2001-JAP; 2002-USA)
- Sonic Advance 2 (2002-JAP; 2003-USA)
- Sonic Pinball Party (2002-JAP; 2003-USA)
- Sonic Battle (2003-JAP; 2004-USA)
- Sonic Advance 3 (2004-JAP; 2004-USA)
- Puyo Pop Fever (2003-Versione arcade JAP; 2004-Versione per console)
- Feel the Magic: XY/XX (UGA Division) (2004)
- Sonic Rush (2005-JAP; 2005-USA)
- The Rub Rabbits! (UGA Division) (2005-JAP; 2006-USA)
- Puyo Pop Fever 2 (2006-JAP)
- Sonic Rivals (2006)
- Sonic Rivals 2 (2007)
- Sonic Rush Adventure (2007)
- Phantasy Star Portable (2009)
- Phantasy Star Zero (2009)
- Sonic Colours (2010)
- Sonic Generations (2011)

## Sonic Team Compilations
- Sonic Jam (1997)
- Sonic Mega Collection (2002-GameCube)/Sonic Mega Collection Plus (2004-PS2)
- Sonic Gems Collection (2005-JAP; 2005-USA)

## Giochi sviluppati con il contributo del Sonic Team
- Sonic the Hedgehog Chaos (1993)
- SegaSonic the Hedgehog (Arcade) (1993)
- Sonic Drift (JAP-1994)
- Sonic the Hedgehog: Triple Trouble (1994)
- Sonic the Hedgehog's Gameworld (1994)
- Sonic Drift 2 (1995)
- Tails' Skypatrol (JAP-1995)
- Tails Adventure (1995)
- Sonic Labyrinth (1995)
- Sonic Blast (1996)
- Sonic the Fighters (Arcade) (1996)
- Sonic 3D: Flickies' Island (1996)
- Sonic R (1997)
- Sonic Shuffle (2000)
- Super Smash Bros. Brawl (2008)
- Sonic the Hedgehog 4 Episodio I (2010)
- Sonic the Hedgehog 4 Episodio 2 (2012)
- Super Smash Bros. for Nintendo 3DS e Wii U (2014)
- LEGO Dimensions (2016)
- Super Smash Bros. Ultimate (2018)
- Sakura Wars (2019)
- Sonic Superstars (2023)